# Neolamprologus
Genre
Neolamprologus est un genre de poissons d'eau douce de la famille des Cichlidae. Presque toutes les espèces du genre sont endémiques du lac Tanganyika en Afrique, seul Neolamprologus devosi a élu domicile dans le fleuve Malagarasi qui est un affluent du lac Tanganyika. Toutes sont très prisées par les collectionneurs aquariophiles.

## Aquariophilie
Il est important de se renseigner correctement avant l'acquisition d'un certain nombre des espèces suivantes en aquarium. En effet, même si certaines sont dites "faciles" à maintenir en aquarium, d'autres en revanche peuvent faire l'objet d'un déclin en milieu naturel. Il faudra donc prendre soin d'offrir un espace suffisant à vos pensionnaires, et en fonction du nombre d'individus minimum conseillés à maintenir.

## Comportement
Tous les passionnés de Cichlidae (et autres poissons) endémiques du lac Tanganyika ont tendance à prétendre que ces poissons sont parmi les plus évolués socialement, qu'ils possèdent des comportements inter et intraspécifique des plus remarquables.

## Liste des espèces
- Neolamprologus bifasciatus Büscher, 1993
- Neolamprologus boulengeri (Steindachner, 1909)
- Neolamprologus brevis (Boulenger, 1899)
- Neolamprologus brichardi (Poll, 1974)
- Neolamprologus buescheri (Staeck, 1983)
- Neolamprologus cancellatus Aibara, Takahashi & Nakaya, 2005
- Neolamprologus caudopunctatus (Poll, 1978)
- Neolamprologus christyi (Trewavas & Poll, 1952)
- Neolamprologus crassus (Brichard, 1989)
- Neolamprologus cylindricus Staeck & Seegers, 1986
- Neolamprologus devosi Schelly, Stiassny & Seegers, 2003
- Neolamprologus falcicula (Brichard, 1989)
- Neolamprologus fasciatus (Boulenger, 1898)
- Neolamprologus furcifer (Boulenger, 1898)
- Neolamprologus gracilis (Brichard, 1989)
- Neolamprologus hecqui (Boulenger, 1899)
- Neolamprologus helianthus Büscher, 1997
- Neolamprologus leleupi (Poll, 1956)
- Neolamprologus leloupi (Poll, 1948)
- Neolamprologus longicaudatus Nakaya & Gashagaza, 1995
- Neolamprologus longior (Staeck, 1980)
- Neolamprologus marunguensis Büscher, 1989
- Neolamprologus meeli (Poll, 1948)
- Neolamprologus modestus (Boulenger, 1898)
- Neolamprologus mondabu (Boulenger, 1906)
- Neolamprologus multifasciatus (Boulenger, 1906)
- Neolamprologus mustax (Poll, 1978)
- Neolamprologus niger (Poll, 1956)
- Neolamprologus nigriventris Büscher, 1992
- Neolamprologus obscurus (Poll, 1978)
- Neolamprologus ocellatus (Steindachner, 1909)
- Neolamprologus olivaceous (Brichard, 1989)
- Neolamprologus pectoralis Büscher, 1991
- Neolamprologus petricola (Poll, 1949)
- Neolamprologus pleuromaculatus (Trewavas & Poll, 1952)
- Neolamprologus prochilus (Bailey & Stewart, 1977)
- Neolamprologus pulcher (Trewavas & Poll, 1952)
- Neolamprologus savoryi (Poll, 1949)
- Neolamprologus schreyeni (Poll, 1974)
- Neolamprologus sexfasciatus (Trewavas & Poll, 1952)
- Neolamprologus similis Büscher, 1992
- Neolamprologus splendens (Brichard, 1989)
- Neolamprologus tetracanthus (Boulenger, 1899)
- Neolamprologus toae (Poll, 1949)
- Neolamprologus tretocephalus (Boulenger, 1899)
- Neolamprologus variostigma Büscher, 1995
- Neolamprologus ventralis Büscher, 1995
- Neolamprologus wauthioni (Poll, 1949)

## Galerie

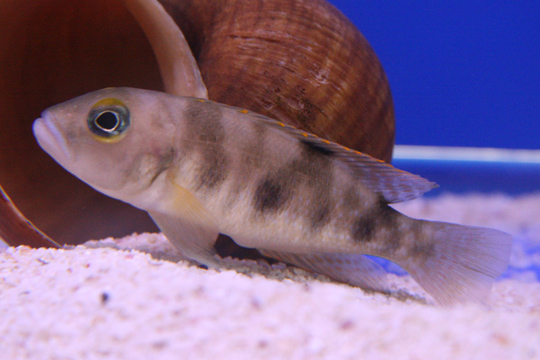
Neolamprologus boulengeri.
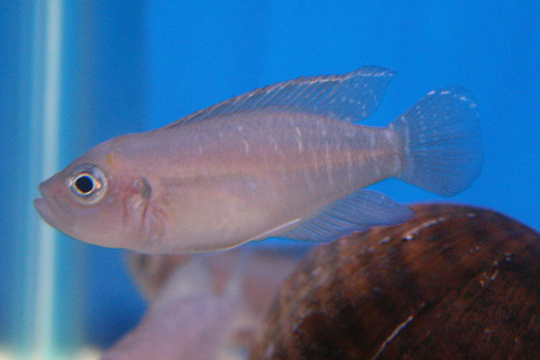
Neolamprologus brevis "sunspot".
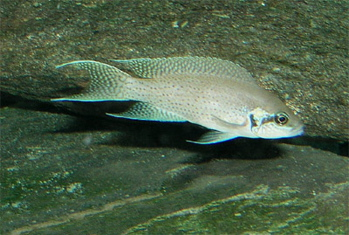
Neolamprologus brichardi.
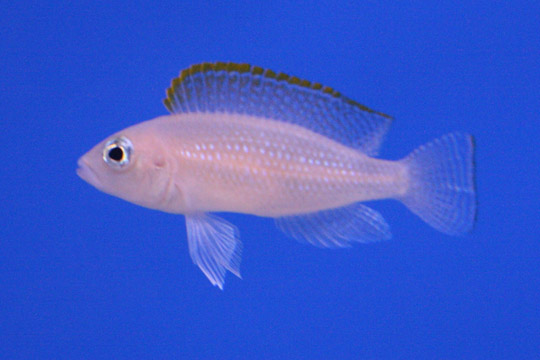
Neolamprologus caudopunctatus de "Kapampa".
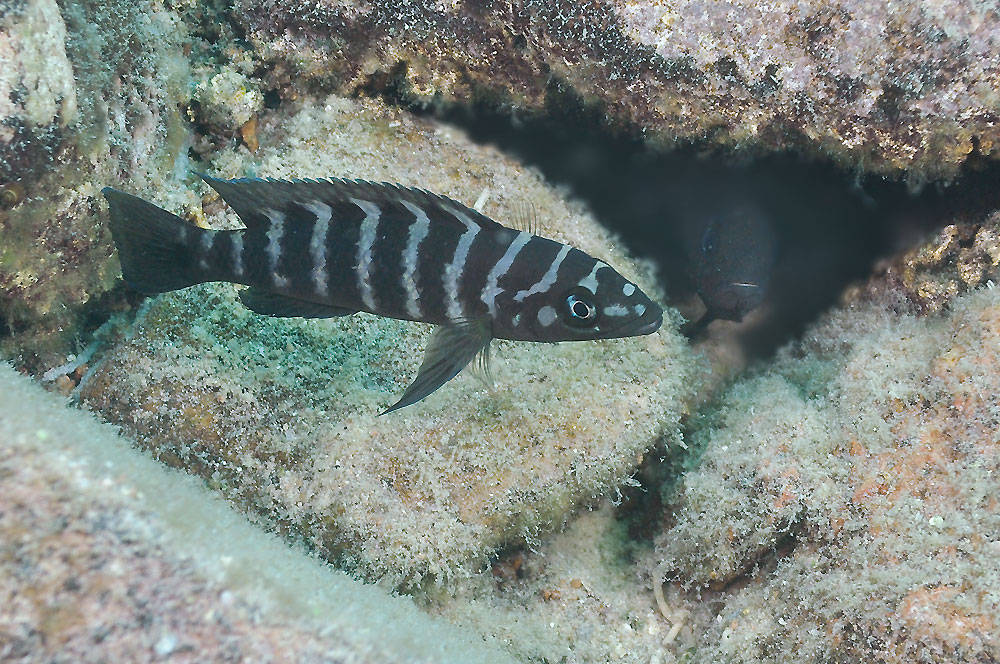
Neolamprologus cylindricus.
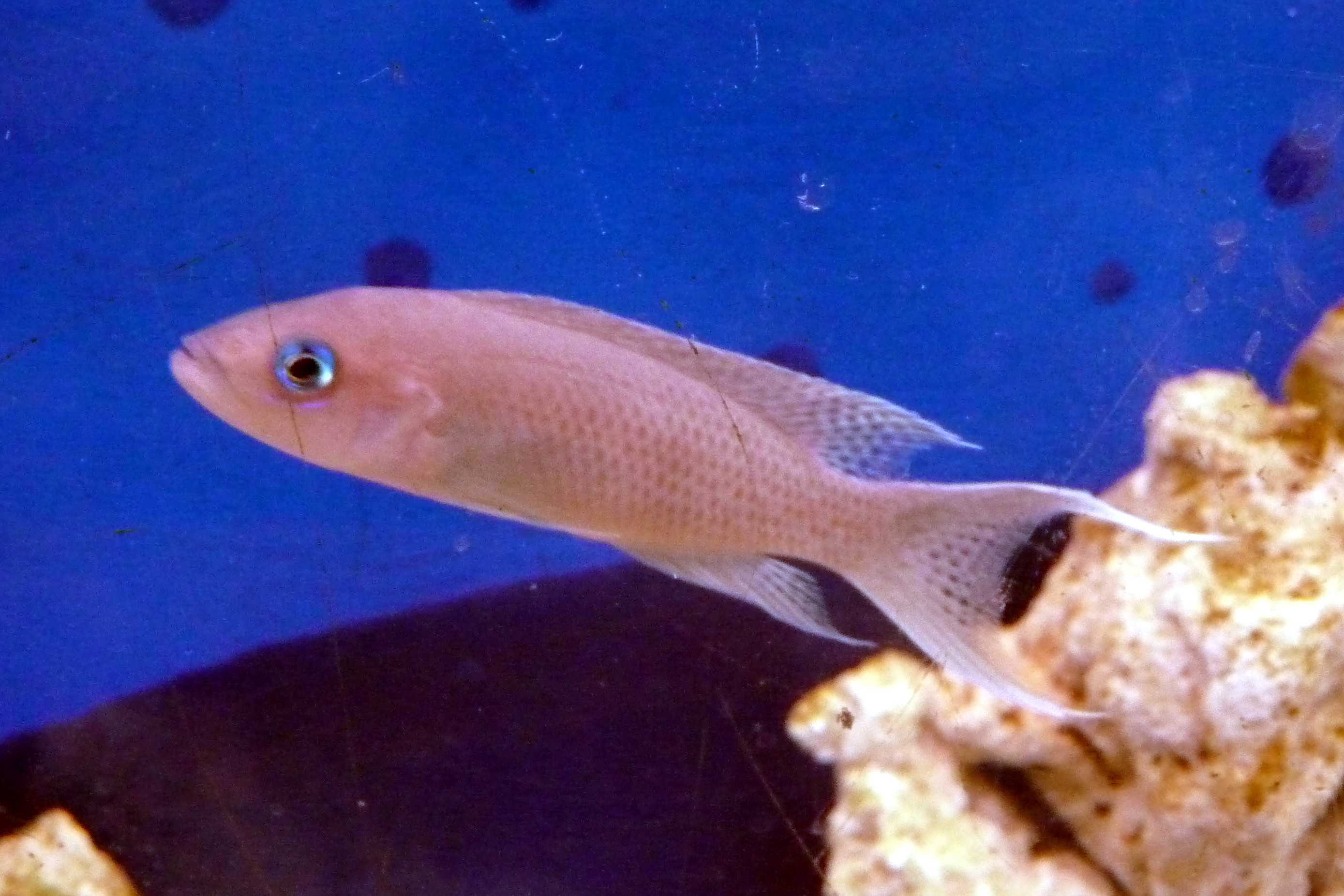
Neolamprologus gracilis.
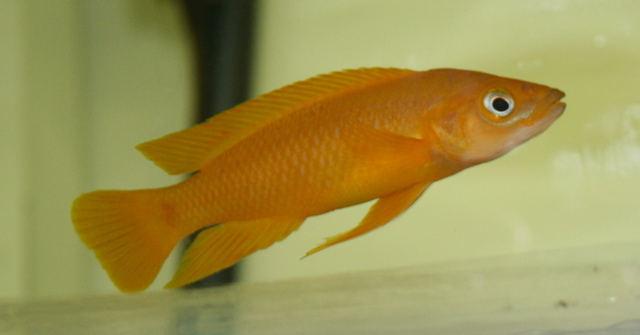
Neolamprologus leleupi.
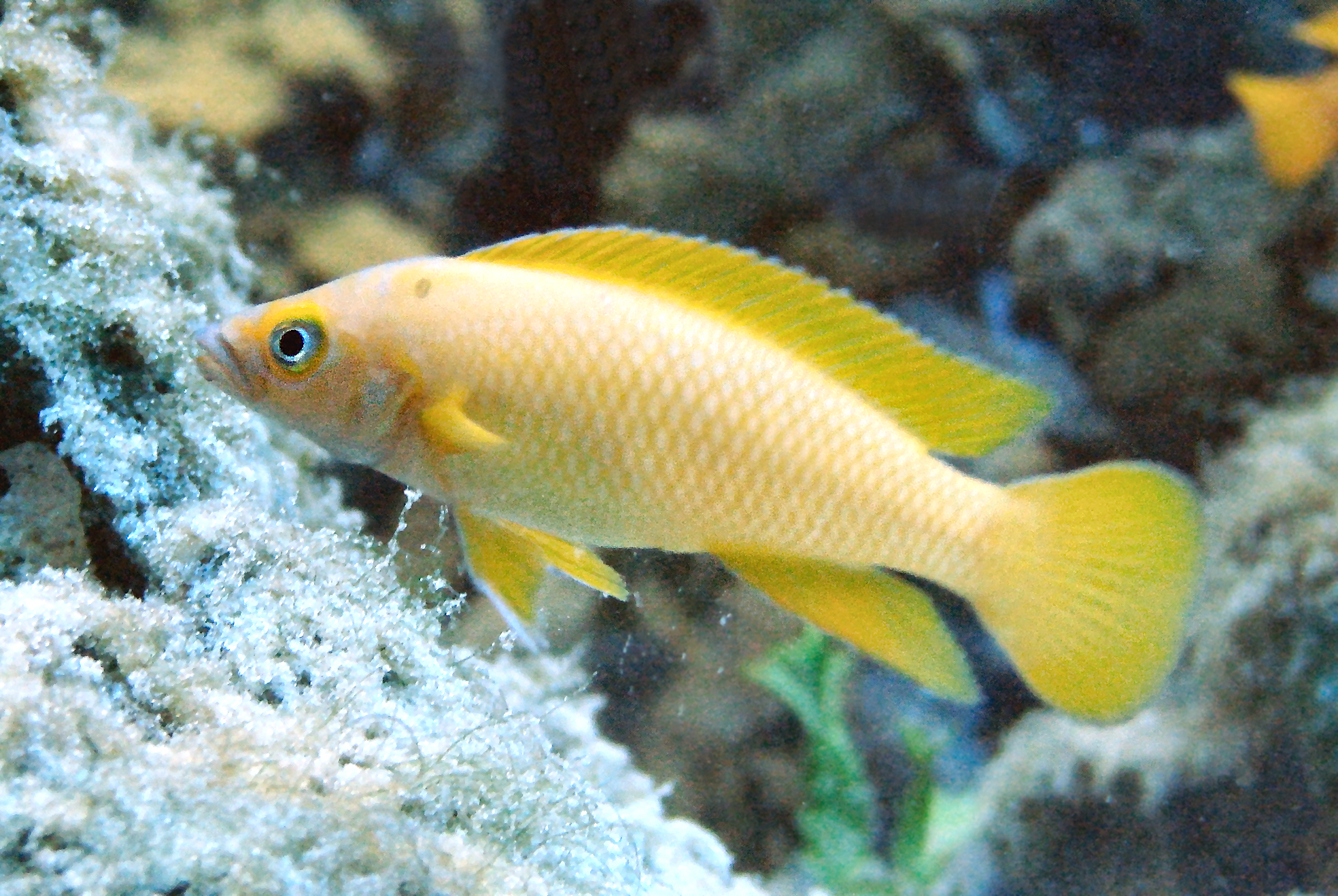
Neolamprologus longior.
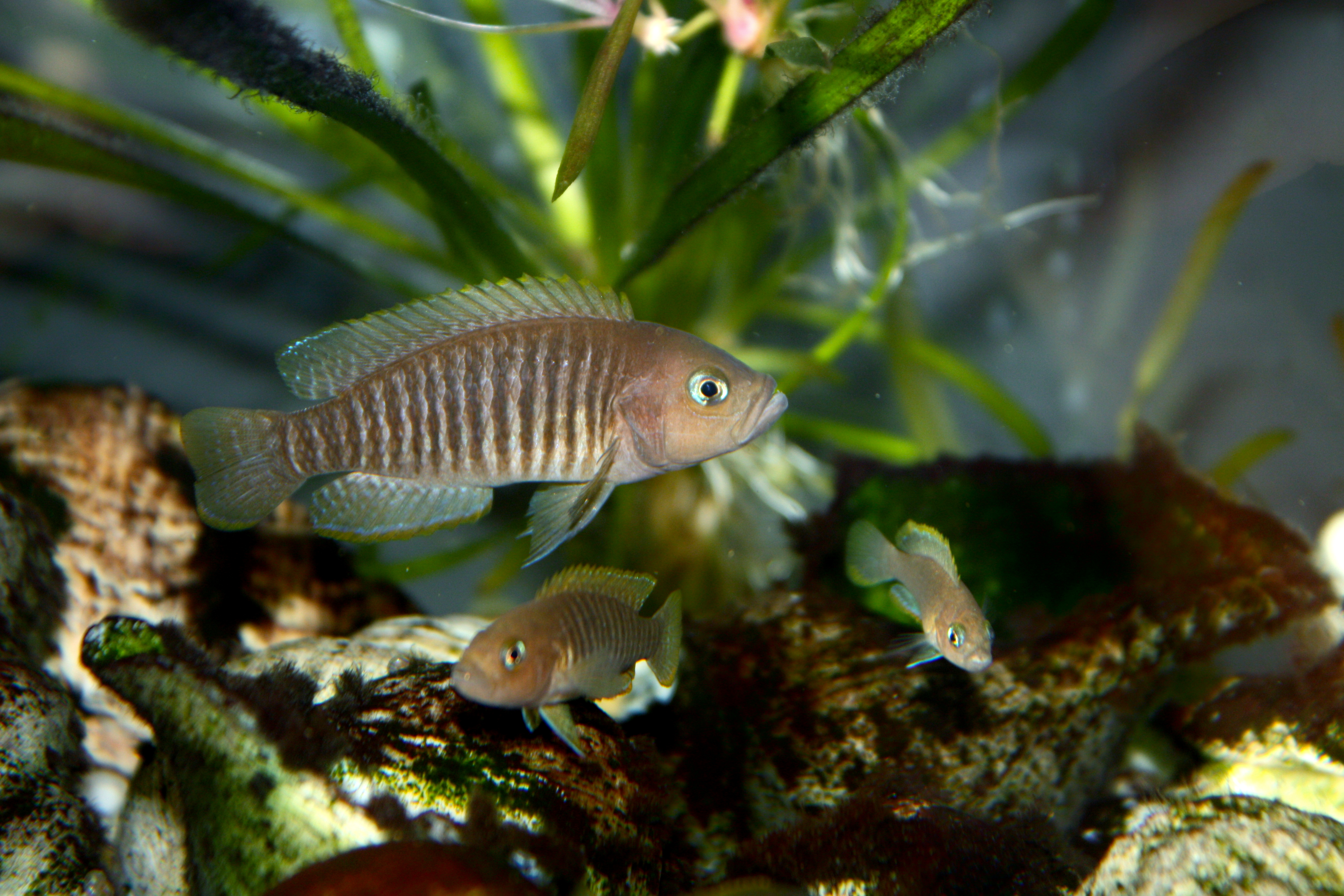
Neolamprologus multifasciatus couple en aquarium.
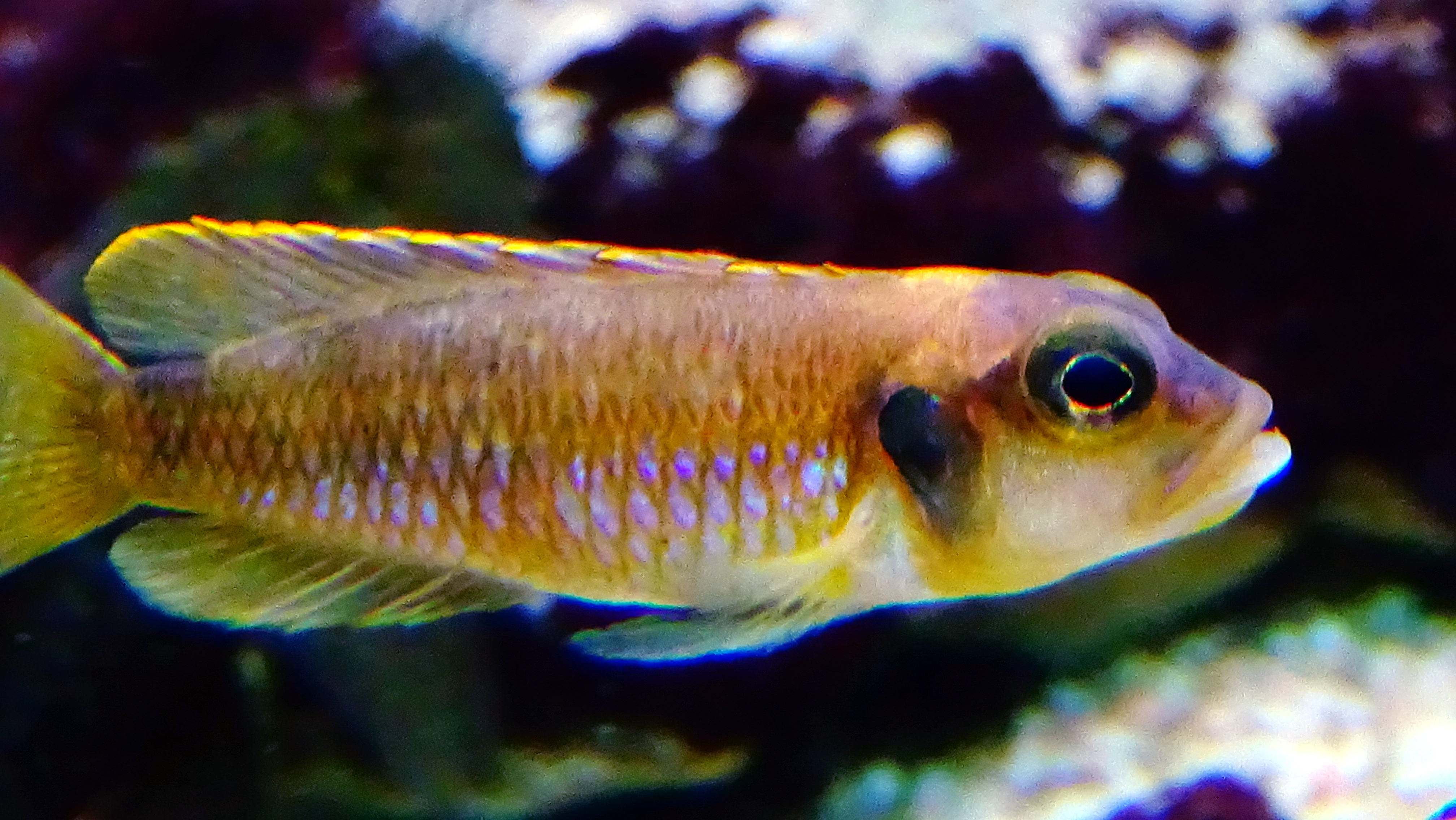
Neolamprologus ocellatus "gold" mâle en aquarium.
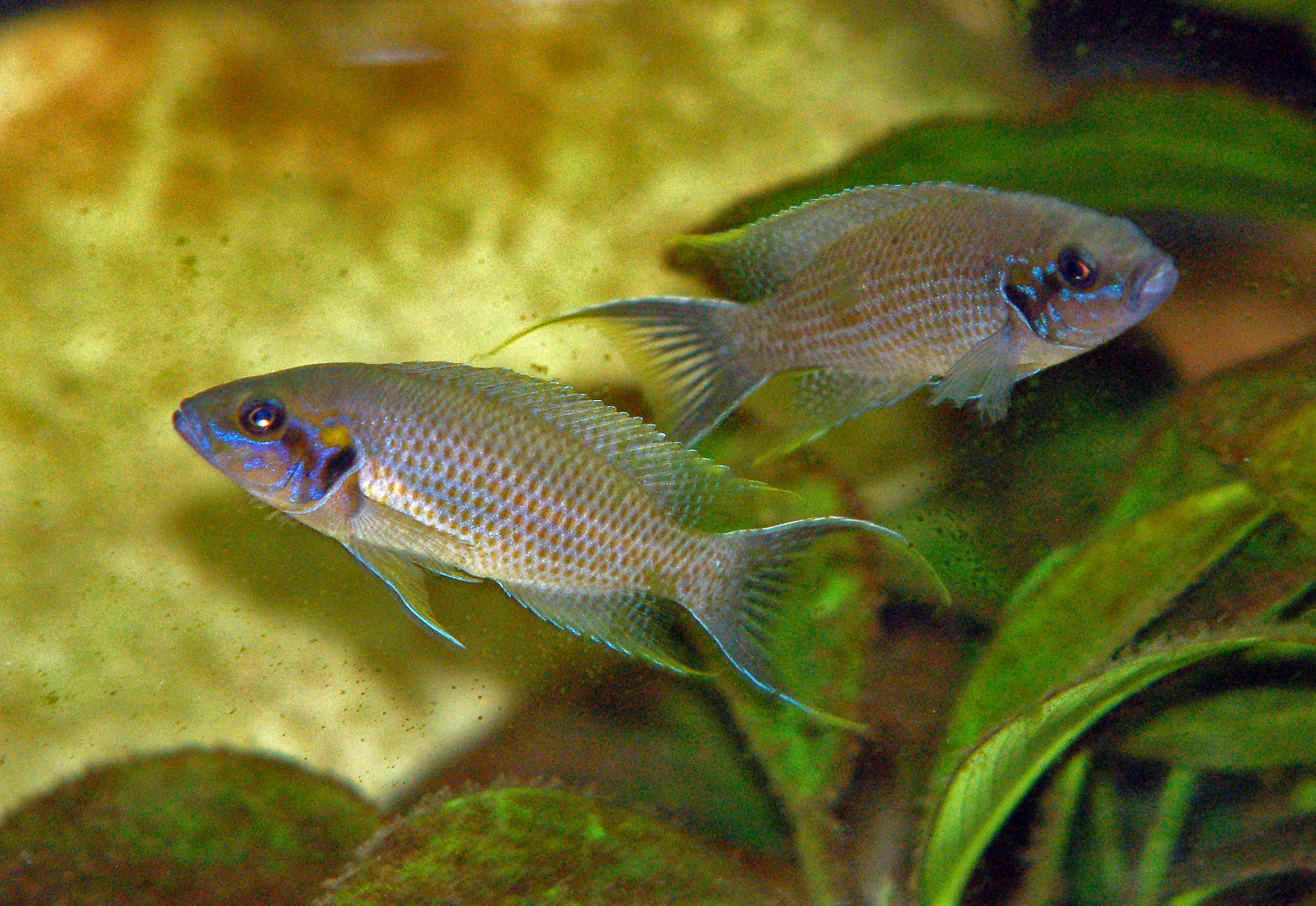
Neolamprologus olivaceous couple en aquarium.
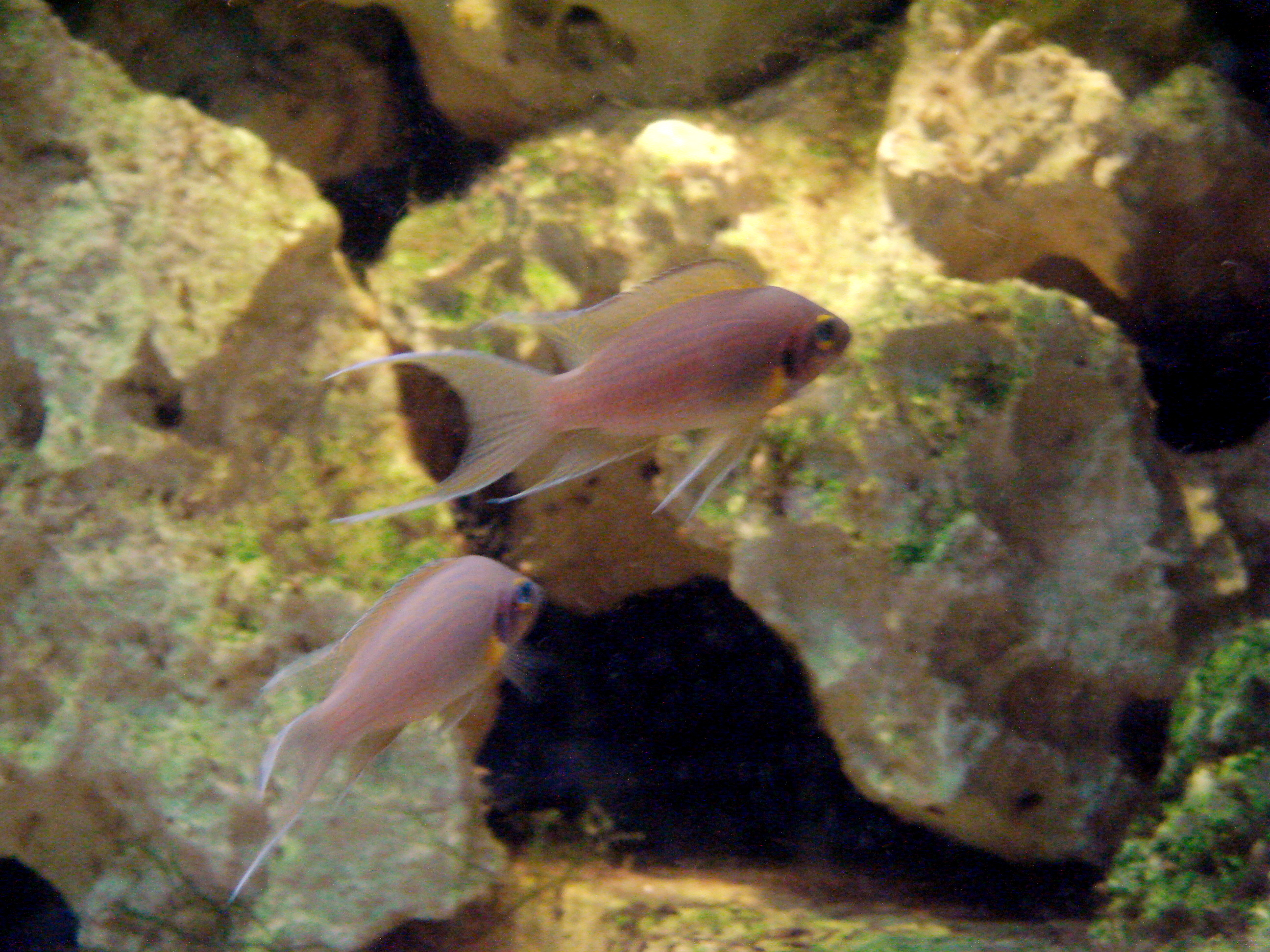
Neolamprologus pulcher.
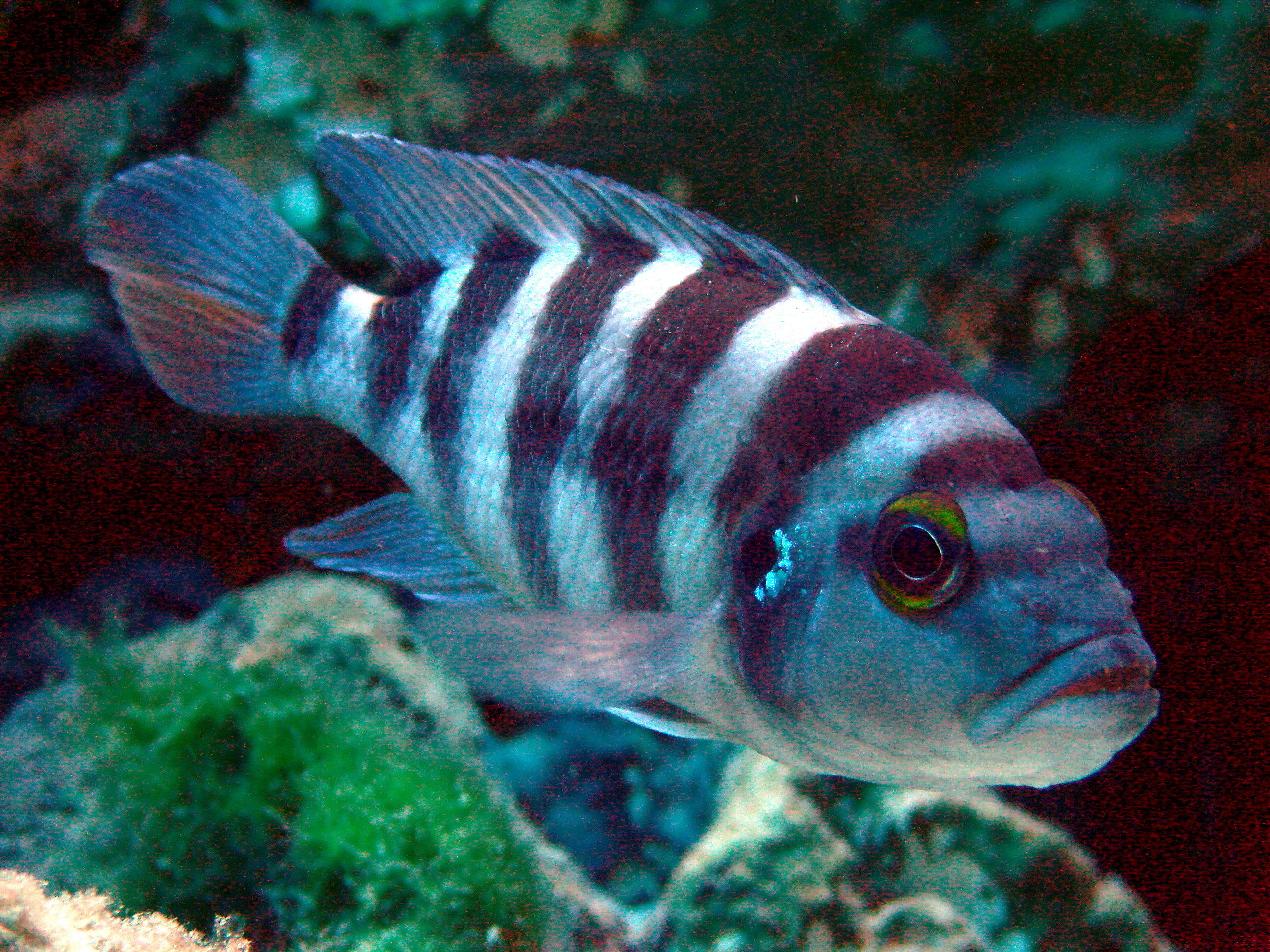
Neolamprologus sexfasciatus.
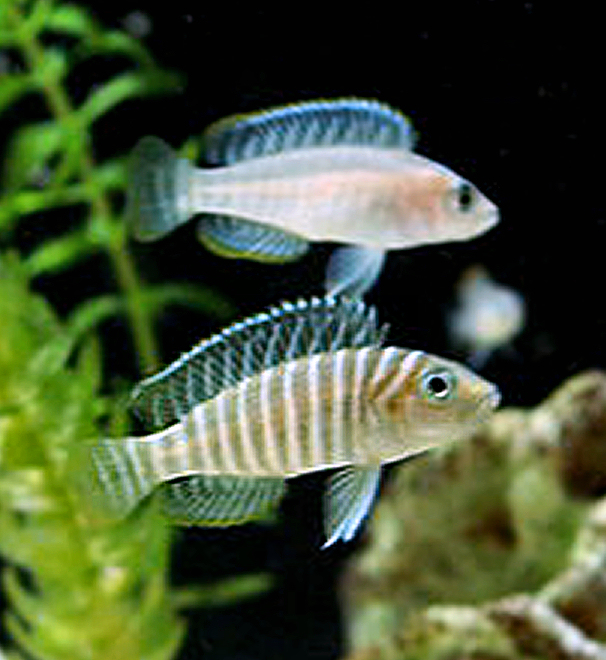
Neolamprologus similis.
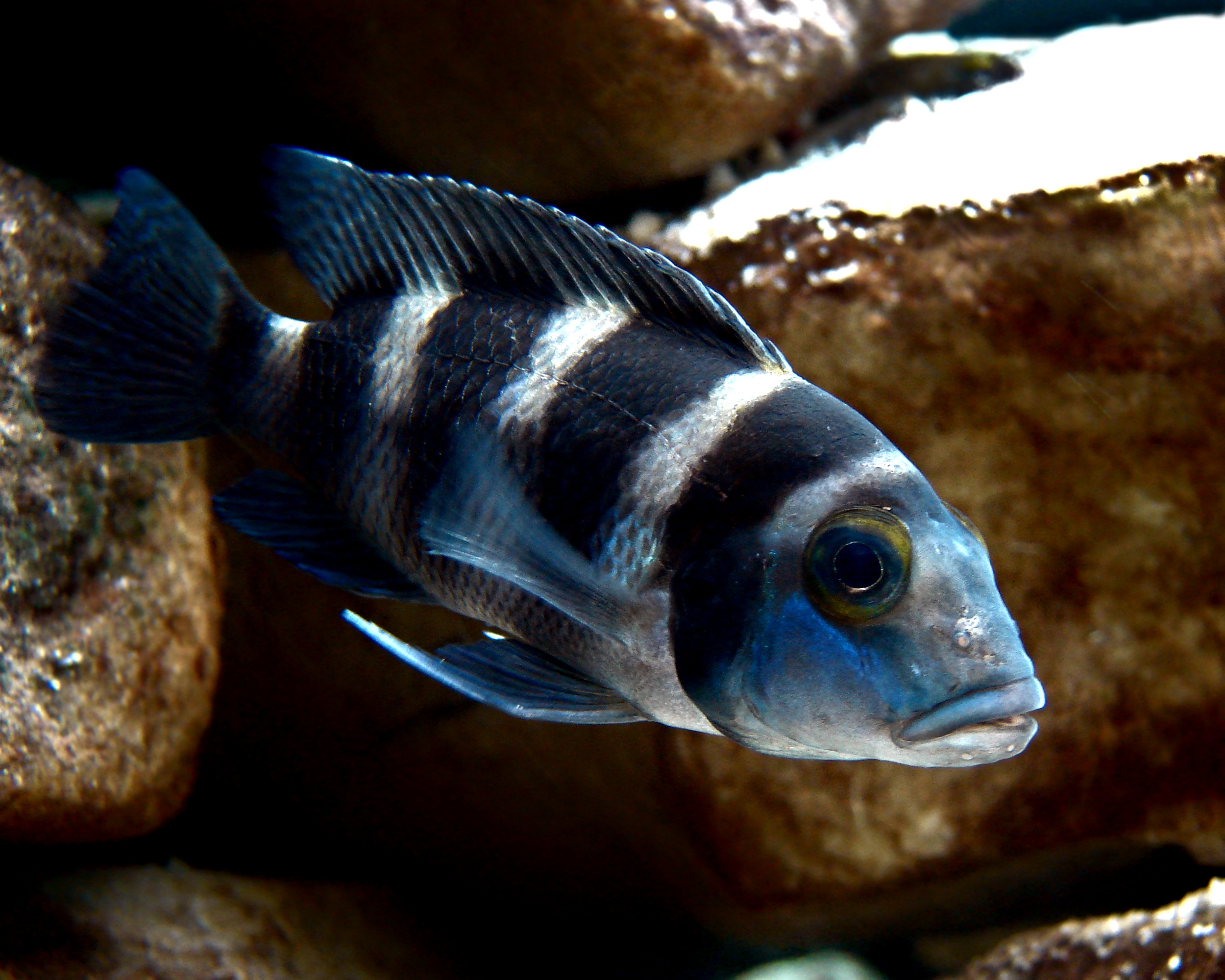
Neolamprologus tretocephalus.

## Systématique
Le nom valide complet (avec auteur) de ce taxon est Neolamprologus Colombé (d) & Allgayer, 1985.
Neolamprologus a pour synonyme :
- Paleolamprologus Colombé & Allgayer, 1985

## Publication originale
- Colombé & Allgayer, 1985, « Description de Variabilchromis, Neolamprologus et Paleolamprologus genres nouveaux du Lac Tanganyika, avec redescription des genres Lamprologus Schilthuis, 1891 et Lepidiolamprologus Pellegrin, 1904 », Revue française des Cichlidophiles, vol. 49, p. 9-28.